# 로버트 올드리치
로버트 올드리치(Robert Aldrich, 1918년 8월 9일 ~ 1983년 12월 5일)는 미국의 영화 감독, 영화 제작자, 영화 각본가이다.

## 작품 목록
- 빅 리거 (1953)
- 월드 포 랜섬 (1954)
- 아파치 (1954)
- 베라 크루스 (1954)
- 키스 미 데들리 (1955)
- 빅 나이프 (1955)
- 오텀 리브스 (1956)
- 공격 (1956)
- 지옥까지 10초 (1959)
- 앵그리 힐스 (1959)
- 마지막 일몰 (1961)
- 소돔과 고모라 (1962)
- 제인의 말로 (1962)
- 포 포 텍사스 (1963)
- 허쉬...허쉬, 스윗 샬롯 (1964)
- 피닉스 (1965)
- 특공대작전 (1967)
- 라일라 클레어의 전설 (1968)
- 조지 수녀의 살해 (1968)
- The Greatest Mother of Them All (1970, 단편)
- 불타는 전장 (1970)
- 그리솜 갱단 (1971)
- 울자나스 레이드 (1972)
- 북극의 제왕 (1973)
- 터치 다운 (1974)
- 허슬 (1975)
- 미합중국 최후의 날 (1977)
- 콰이어보이 (1977)
- 프리스코 키드 (1979)
- 캘리포니아 돌스 (1981)